# Esteve Serra Colobrans
Esteve Serra Colobrans (1899-1940) va ser un anarcosindicalista català.
Nascut en la localitat barcelonina de Granollers en 1899, de professió va ser fonedor. Va arribar a ser militant de la Confederació Nacional del Treball. Després de l'esclat de la Guerra civil es va unir a les milícies anarcosindicalistes. Posteriorment es va integrar en l'Exèrcit Popular de la República, on va arribar a manar la 127a Brigada Mixta. Al final de la contesa va ser capturat pels franquistes i executat en Barcelona el 1940 —altres fonts assenyalen que va ser afusellat el 1939 a Vilanova i la Geltrú-.